# Obywatel Gustaw Courbet
Obywatel Gustaw Courbet – pamflet Cypriana Kamila Norwida na temat tendencyjności krytyki i bezrefleksyjności części artystów z 1872.

## O pamflecie
Przedmiotem ataku Norwida w Obywatelu Gustawie Courbecie stały się dwa zjawiska we współczesnym mu życiu artystycznymː tendencyjność niektórych krytyków, interpretujących dzieła sztuki zgodnie z własnymi przekonaniami oraz bezrefleksyjność części artystów, przyjmujących bezkrytycznie takie interpretacje i modelujących według nich swą twórczość. Przedstawicielem takiej krytyki stał się w szkicu Norwida Pierre Joseph Prudhon jako przyjaciel i apologeta Courbeta i jako autor słynnego  Du principe de l'art et de sa destination sociale, poświęconego w znacznej części temu malarzowi. Norwid znał poglądy polityczne Proudhona, którego słynnej dewizieː własność to kradzież przeciwstawił własnąː nie ma mienia bez sumienia.
Jeśli chodzi o Courbeta Norwid wysoko oceniał jego mistrzostwo techniczne, był jednak przeciwny jego poglądom polityczno-społecznym, antyreligijnej postawie, a zwłaszcza jego programowi estetycznemu, który uważał za niewolnicze odwzorowanie poglądów jego krytyków i protektorów zarazemː Champfleury'ego i Proudhona.
Geneza pamfletu wiąże się albo z zamówieniem przez kogoś u poety korespondencji artystycznej z Paryża albo z własną propozycją Norwida przesyłania takiej korespondencji dla któregoś z galicyjskich czasopism. Podnietą do nadesłania pierwszej takiej korespondencji mógł być głośny obraz Courbeta Leżąca kobieta z Monachium, odrzucony przez jury wiosennego Salonu paryskiego w 1872 i natychmiast wystawionego na widok publiczny u marchanda Ottoza przy ulicy Notre-Dame de Lorette. Rękopis Obywatela przesłany Antoniemu Zaleskiemu do Krakowa pozostał niewydrukowany w papierach adresata. Po jego zgonie przeszedł w ręce rodziny, od której nabyła go w 1963 Biblioteka Główna Uniwersytetu im. Mikołaja Kopernika w Toruniu. Tekst został opublikowany w 4 tomie Pism wybranych w 1968 przez Wiktora Gomulickiego.

## Treść

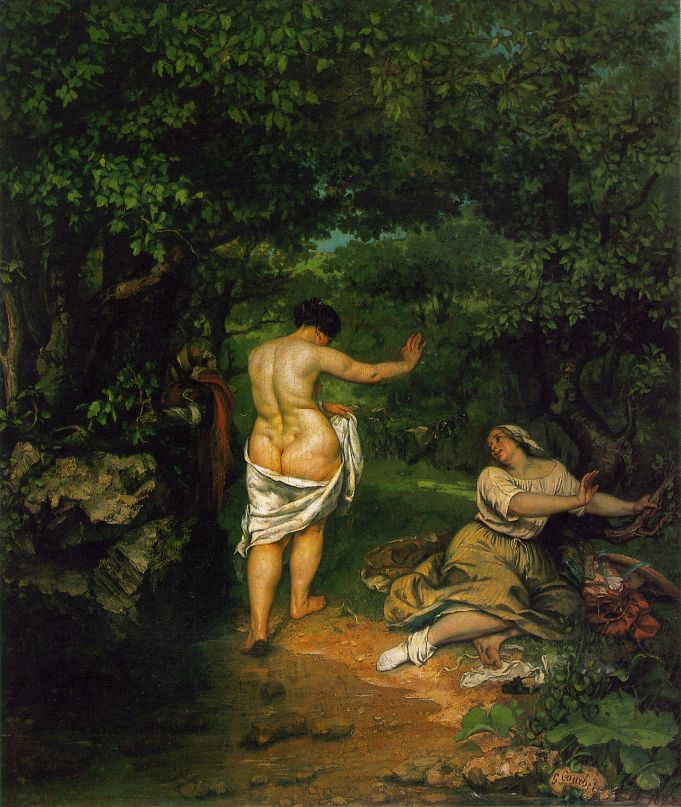
Kąpiące się

Pytanie rutyna czy mistrzostwo za dni rewolucyjnych Proudhona  zostało zaledwie przeczute, ale nie postawione. Gdyby je bowiem postawiono jasnym by było, że rutyna jest w stanie tylko podtrzymać techniczną stronę twórczości i trwa zaledwie tysiąc dni, podczas gdy mistrzostwo od tysięcy lat ozdabia sklepienie sztuki. Ponieważ pytania nie postawiono, jego przeczucie zostało wykorzystane jak kto chciał.
Odrzucany przez rozmaite jury wystawowe Courbet wystawił swoich Kamieniarzy, rysunek z natury dwóch muskularnych robotników. Proudhon orzekł, że Courbet jest głębokim moralistą i malarzem arcyreligijnym, dołączając do orzeczenia przypowieść o wieśniakach, którzy chcieli ustawić Kamieniarzy na ołtarzu swego kościoła. Wyznawczy Proudhona ogłosili, że robotnicy na obrazie są apostołami nowej Ewangelii, a kamień nad którym pracują jest kamieniem węgielnym nowego, które nadchodzi. Proudhon ujrzał w Courbecie głębokiego myśliciela, którego dzieło współbrzmi z filozofią pozytywistyczną Comte'a. Gdy ktoś z krytyków stwierdził, że postaci Courbeta mogłyby być lepiej malowane, jego orędownicy odpowiadali, że ludzkość właśnie taka jest niezaradna i szkaradna. W 1853 malarz wystawił obraz Kąpiąca się (La Baigneuse), przedstawiający kobietę odwróconą plecami. Proudhon odgadł od razu, że obraz przedstawia mieszczaństwo, otyłe i źle dbające o siebie, którego miękkość i objętość tłumi wszelki ideał. Współpracownicy Proudhona podnieśli, że postać jest odwrócona od światła, bo burżuazja ma wstręt do ćwiczeń umysłowych. Postulowali też, by Courbet przedstawił arystokrację, bardzo foremną, ale tkwiącą w zupełnej ciemności. Słabością tej szkoły było, że gdy krytyka literacka wychodząc od dzieła sztuki podąża w nieznanym sobie kierunku, jak pajączek unoszony na swej pajęczynie przez wiatr, Proudhon i jego wyznawcy poddawali sztukę w służbę swojej przemijającej pasji i to pasji odwetu.
Umocniony takim odbiorem Courbet namalował następnie La Retour de la conférence, przedstawiający grupę wieśniaków na drodze i nabożny obrazek w tle, Nędzarza  i Nagą kobietę bawiącą się z papugą. Zaczął tez tworzyć pejzaże rzucając przypadkowe kolory na czyste płótno i wyprowadzając potem z tego krajobraz. Był to sposób jak najdalszy rutynie, która jednak niezawodnie tą ekstrawagancję Courbeta wywołała, przynosząc w rezultacie próżnię. Nie należy się dziwić, że malarz tak chętnie przyjął i rozwinął sugestie krytyka. Został odrzucony przez jury ekspozycji, co dla Francuza ma rangę publicznego napiętnowania. Proudhon przywrócił mu życie, choć za cenę służenia mu za wzorzec do wygłaszania jego teorii społeczno-estetycznych. Na swojej drodze artysta i człowiek nie doznali umocnienia ani ze strony instytucji, ani mędrca, ani własnej woli. Tłumaczy to udział  Courbeta w zniszczeniu kolumny Vendôme podczas Komuny i jego rozrzewnienie przed sądem.
Tak to artysta dziełem jest krytyka. Dzieje się to w sposób następujący. Przez kilkanaście lub więcej lat pokoju ludzie pióra podnoszą rozmaite zagadnienia, nie rozwiązując ich wszakże. Naelektryzowana w ten sposób atmosfera przeciwna jest rutynie, ale potrzebuje jej równocześnie wyrósłszy w jej cieniu. Odpychając ją, nie może jej zastąpić niczym nowym, bo zasadnicze kwestie nie zostały rozwiązane. Silniejsze charaktery, jak Proudhon, potrafią jeszcze stawić czoła takiej rzeczywistości za pomocą paradoksu, ale i one toną w nim coraz bardziej. Potrzeba im świadków. Stąd właśnie pochodzą owi wyznawcy, jak Courbet, fatalnie-niewinni – monstrualni – ołowiem lub śmiercią cywilną zabijani – nie ukarani nigdy.